# Ingrid Hamm

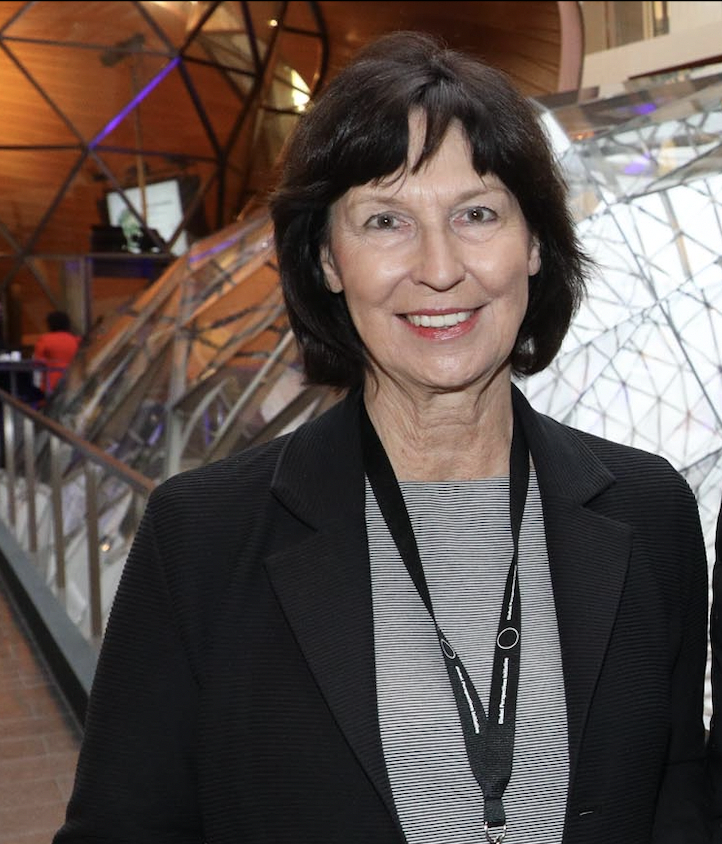
Ingrid Hamm beim The Africa Roundtable November 2023 in Berlin (Marc Darchinger/Global Perspectives Initiative)

Ingrid Hamm (* 1955 in Nürnberg) ist eine deutsche Kommunikations- und Sozialwissenschaftlerin, Volkswirtin und Managerin.

## Leben
Ingrid Hamm studierte Sozialwissenschaften und Volkswirtschaft an der Rechts- und Wirtschaftswissenschaftlichen Fakultät der Friedrich-Alexander-Universität Erlangen-Nürnberg und schloss ihr Studium 1980 als Diplom-Sozialwirtin ab. Sie arbeitete ab 1981 als wissenschaftliche Mitarbeiterin am Sozialwissenschaftlichen Forschungszentrum der Universität Erlangen-Nürnberg. Dort forschte sie sieben Jahre lang zu unterschiedlichen medien- und sozialwissenschaftlichen Themen, unter anderem für die Deutsche Forschungsgemeinschaft sowie für öffentlich-rechtliche als auch private Sendeanstalten. 1984 promovierte sie zum Doktor der Sozialwissenschaften (Dr. rer. pol.).
1988 wechselte sie zur Bertelsmann Stiftung, wo sie zunächst als Referatsleiterin, später als Bereichsleiterin die gesellschaftspolitischen Initiativen der Stiftung im Medienbereich führte. Zu ihren weiteren Schwerpunkten zählten Medienpolitik, Medienethik und Medienbildung. Bis 2000 arbeitete sie zeitgleich als freie Journalistin und wurde im selben Jahr Mitglied der Geschäftsleitung der Bertelsmann Stiftung. Bereits 1998 übernahm sie auch die Leitung für das New Yorker Büro. In ihre Verantwortung fiel zeitgleich der Aufbau des MCM Instituts für Medien und Kommunikationsmanagement an der Universität St. Gallen, der Medienakademie Köln und die Neugründung der Akademie der Deutschen Medien, damalig Akademie des Deutschen Buchhandels, in München.
2003 wechselte sie als Geschäftsführerin zur Robert Bosch Stiftung. Ihr Geschäftsführungsbereich umfasste die Programmfelder Bildung, Gesellschaft, Kultur, Völkerverständigung, die Berliner Stiftungsrepräsentanz sowie die Kommunikation der Stiftung. Zu den wichtigsten Initiativen ihrer Amtszeit zählen der Deutsche Schulpreis und die Deutsche Schulakademie, sowie die Robert Bosch Academy. Hamm schied 2015 mit Erreichen der Altersgrenze aus der Stiftung aus. Ihre Nachfolgerin wurde Uta-Micaela Dürig.
2016 gründete Hamm gemeinsam mit Stephan Balzer die gemeinnützige Organisation Global Perspectives Initiative. Als geschäftsführende Gesellschafterin unterstützte sie die Ziele für nachhaltige Entwicklung der Vereinten Nationen und das Thema Entwicklungszusammenarbeit durch Projekte, Veranstaltungen und Studien. Migration und Afrika bilden weitere Schwerpunktthemen. Seit dem 1. Dezember 2024 unterstützt sie die Global Perspectives Initiative als Vorsitzende des Aufsichtsrates.
Sie lebt und arbeitet in Stuttgart und Berlin.

### Mandate und Engagements
Hamm engagiert sich seit 2016 als Kuratoriumsmitglied in der Karl Schlecht Stiftung. Darüber hinaus ist sie Mitglied im Universitätsrat der Universität Tübingen. und unterstützt als gewähltes Mitglied das Deutsche Komitee für UNICEF. Sie ist Mitglied des Vorstands der Bürgerstiftung Stuttgart. sowie des Stiftungsrats der DRF Luftrettung Von 2008 bis 2013 war sie Mitglied des Managements Boards des European Foundation Center, 2011 dessen Präsidentin. Seit 2002 ist sie gewähltes Mitglied des Goethe-Instituts, von 2006 bis 2017 wirkte sie dort im Präsidium.